# Pardosa oljunae
Pardosa oljunae là một loài nhện trong họ Lycosidae.
Loài này thuộc chi Pardosa. Pardosa oljunae được Lobanova miêu tả năm 1978.